# アカオビメガネフクロウ
アカオビメガネフクロウ(Band-bellied owl)は、フクロウ科メガネフクロウ属の一種である。ボリビア、コロンビア、エクアドル、ペルーで見られる。

## 分類
アカオビメガネフクロウは、キマユメガネフクロウとともに上種を形成している可能性がある。これらは、形態と鳴き声が異なる同種であることが示唆されている。
アカオビメガネフクロウは、以下の2つの亜種に分類される。
- P. m. melanota
- P. m. philoscia

## 外見
かなり大型で、体長は44-48 cmに達する。両性の13匹の測定によると、体重は590-1250 g、平均873 gであった。成長は顔盤が濃茶色で、暗赤茶色の眼の上に白い「眉毛」がある。上半身は濃いチョコレート色で、バフ白色の斑点模様がちらばる。尾も濃茶色で、薄い白色の縞模様がある。上胸は赤茶色で、バフ色の縞模様がある。下半身の残りの部分は白色からクリーム色で赤茶色の縞模様がある。若鳥の羽毛については記載がない。

## 分布と生息域
ノミネート亜種（最初に記載され、命名された亜種）は、コロンビア中部からエクアドル南部、ペルーにかけてのアンデス山脈東麓で見られる。P. m. philosciaは、そこからボリビア西中部の範囲で見られる。高さ方向の生息域は、650 - 2200 mである。主に湿度の高い山地林や山麓の熱帯雨林の内部に生息するが、森林の縁部や木のまばらな開けた場所でも見られる。

## 行動

### 餌
夜行性であり、餌についてはあまり分かっていないが、大型の昆虫を食べることが知られている。

### 繁殖
繁殖の季節学についての論文等はないが、天然の樹洞に巣を作ると推定されている。

### 鳴き声
Template:Birdsong
鳴き声についても、ほとんど分かっていない。「深く短い震え音の後に、ポンという速い破裂音が続く」と言われ、ペルーでは、深くこもった「ホー」という鳴き声が録音されている。両性がデュエットするように鳴く。

## 保全状況
国際自然保護連合は、「低危険種」と評価している。しかし、この種についてはほとんど分かっておらず、「生息地の喪失に晒されている可能性がある」。